# Варіометр гравітаційний
Варіометр гравітаційний (рос. вариометр гравитационный, англ. gravity variometer, нім. Gravitationsvariometer) — прилад для вимірювання другої похідної потенціалу гравітаційного поля, що характеризує зміну сили тяжіння в горизонтальному напрямку і кривизну еквіпотенціальних поверхонь. Основна частина варіометра — крутильні терези. Використовується для досліджень гравітаційного поля, при пошуках родовищ залізних та поліметалічних руд.